# 石黒新平
石黒 新平（いしぐろ しんぺい、1975年〈昭和50年〉1月18日 - ）は、日本のフリーアナウンサー。

## 来歴
千葉県市川市出身。1997年3月、早稲田大学教育学部英語英文学科卒業後の同年4月、東北放送に入社。学生時代は、同大の放送研究会に所属していた。
主に報道番組やスポーツ中継を担当。
2003年、東北放送を退社し、帰京しフリーとして圭三プロダクションに所属。2004年、最初の圭三プロとの所属を解除し、ニッポン放送に中途入社。スポーツ部に所属して、主に『ショウアップナイター』、『メジャーリーグ中継』や泊まりの定時ニュースを担当。また、2006年トリノオリンピックの現地リポートを単身で担当。
その後、2006年12月末付けでニッポン放送を退社。2008年に再び、圭三プロに所属。その後、圭三プロの2度目の解除後に生命保険会社へ転じて、営業業務に従事。
2011年1月、契約アナウンサーとして、広島ホームテレビに入社し、同年12月でホームテレビとの契約を解除し退社。その後、2012年12月、三度圭三プロと所属し、フリーとなる。
以後、三度の圭三プロとの所属を解除し、フリーとなり2020年時点ではEleven Sports Networkとの業務提携、日テレイベンツのアナウンサー派遣仲介サービスのMAXサービス経由でスポーツアナウンサーとして、実況を行っている。

## 人物
- ニッポン放送時代は実況に対しては非常にストイックであり、同局の先輩であった松本秀夫は「ダメだった処しか、教えを乞いに来た事しか無い」と称している[3]。その取組み方は、後刻第二新卒で同局のスポーツアナウンサーになった大泉健斗と一緒であると指摘している。また、『ショウアップナイター』担当時代は、2005年10月26日に開催された『2005年 日本シリーズ 第4戦 阪神タイガース×千葉ロッテマリーンズ』のマリーンズの31年振り、千葉移転後初の日本一決定ゲームの実況を担当した。

## 出演番組

### 現在

#### テレビ
- HAWKS プロ野球中継実況（スポーツライブ+） - 2020年 -

#### ラジオ
- ラジオ日本ジャイアンツナイター（ラジオ日本） - 2008 - 2010年、2016年 -

#### インターネット動画配信
- プロ野球実況 （DAZN） - 2020年 - 
  - キャンプ特集番組 CAMP CARAVAN

## 過去

### 東北放送時代

#### テレビ
- ウキウキ5時らんど（総合司会） - 1997年9月29日 - 1998年3月27日[1]
- TBCニュースウェーブ（アシスタントキャスター）
- Jリーグベガルタ仙台戦中継
- 第73回選抜高等学校野球大会※仙台育英高校が進出した決勝戦を急遽、毎日放送の映像を受けで、宮城県ローカル向けの実況

#### ラジオ
- TBCダイナミックナイター※改装前の宮城球場で行われていたナイトゲームの実況・リポーターを担当
- 仙台六大学野球中継
- 仙台一高・二高野球定期戦

### フリー以後

#### テレビ
- ウォッチ!（TBSテレビ）※取材キャスター（リポーター） - 2003年3月31日 - 2004年3月26日
- デイリープラネット（日テレNEWS24）※スポーツキャスター - 月、火、水曜 - 2008年4月 - 2008年9月
- デイリープラネット（日テレNEWS24）※スポーツキャスター
- ピンポン!（TBSテレビ）※取材キャスター（リポーター） - 2008年10月 - 2009年3月
- プロ野球ニュース（フジテレビTWO）※キャスター - 2012年度
- TwellV プロ野球中継（ワールド・ハイビジョン・チャンネル）
- HAWKS BASEBALL PARK ※専属実況アナウンサー（FOX SPORTS ジャパン・ホークス球団制作） - 2013 - 2019年
  - プロ野球プレゲームショー
  - プロ野球ポストゲームショー

#### ラジオ
- サッカースタジアムライブ（NACK5）

### ニッポン放送時代
- ニッポン放送ショウアップナイター
- メジャーリーグ中継
- Jリーグ RADIO※ピッチサイド、他会場中継リポーター

### 広島ホームテレビ時代
- カープ応援中継“勝ちグセ。” - 2011年度
- 全国高等学校野球選手権広島大会（準々決勝） - 2011年7月
- HOME NEWS - 2011年